# Biblioteca universitària
La biblioteca universitària és una biblioteca adscrita a una institució d'educació superior i té dues finalitats complementàries: donar suport al pla d'estudis i a la recerca del professorat i dels estudiants universitaris. Ès definida per la American Library Association com “una combinació orgànica de persones, col·leccions i edificis la combinació dels quals té per propòsit ajudar els seus usuaris en el procés de transformar la informació en coneixement”. Així mateix, afegeix que “la biblioteca (o sistema de biblioteques) és establerta, mantinguda i administrada per una universitat per cobrir les necessitats d'informació dels seus estudiants i donar suport als programes educatius, d'investigació i la resta de serveis”. Les finalitats de la biblioteca universitària són merament educatives, ja que són els de la universitat, la formació dels alumnes i el suport al desenvolupament de la investigació. Es desconeix quantes biblioteques acadèmiques hi ha al món. Un portal acadèmic i de recerca mantingut per la UNESCO enllaça amb 3.785 biblioteques. Segons el National Center for Education Statistics, s'estima que hi ha unes 3.700 biblioteques acadèmiques als Estats Units.

## Història
Les biblioteques es remunten al món antic, en particular la Biblioteca d'Alexandria i la històricament famosa Biblioteca de la Universitat de Nalanda, que aparentment va cremar durant mesos a causa del gran nombre de manuscrits.

### L'Edat Mitjana
Les biblioteques universitàries sorgeixen a l'edat mitjana a partir de les escoles externes que eren part dels monestirs i que oferien formació política i legista a membres de la noblesa.
A finals del segle v, amb l'expansió dels bàrbars sobre els dominis de l'Imperi Romà, es produí la desaparició de les biblioteques públiques de la ciutat de Roma, declinant tant les institucions educatives no vinculades a l'església com ara la vida intel·lectual secular. A finals del segle v, a Itàlia, Cassiodor fundà el monestir de Vivarium, i projectava fundar una universitat cristiana a Roma, pel que va començar a reunir llibres per a la biblioteca que contindria. La biblioteca de Vivarium s'utilitzava per traduir i preservar textos de la Bíblia.

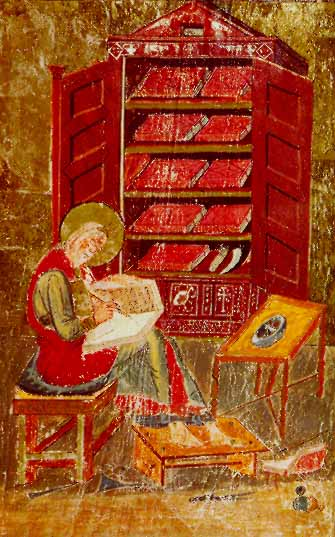
Cassiodor

Durant l'Edat Mitjana, la vida monàstica, dominada per la pregària, la puresa i la pobresa, va ser en detriment de les biblioteques. Més tard van sorgir els ordes mendicants, dites així perquè vivien de la caritat, com els dominics, els franciscans, els carmelites i els agustins, que es van transformar en predicadors i mestres, fomentant la pobresa i l'obediència però no la ignorància. Establiren escoles per tot Europa i les seves esplèndides biblioteques serviren de model a les universitats (del llatí, entitats corporatives) omplint el buit que deixaren els monestirs benedictins quan van començar a limitar les seves activitats educatives restringint-les només als seus membres.
El cost dels llibres era exorbitat. Els mendicants rebien llibres proveïts per cada província (almenys tres llibres de teologia), i els alumnes seculars els llogaven a llibreters i en feien les seves pròpies còpies, supervisats per les autoritats universitàries que reglamentaven aranzels i textos. A la Universitat de Montpeller la facultat de lleis exigia dipòsits en or i plata pel doble del preu d'una peça (còdex) o pècia (secció) però feien excepcions per als pobres.
Durant els segles xiii i XIV es van fundar universitats a tota l'Europa Occidental aportant prestigi a les ciutats on es fundaven. S'estudiaven les set arts liberals a les facultats d'art (gramàtica, retòrica, lògica, aritmètica, geometria, música i astronomia). Aquest nou tipus d'estudi, que es basava en la lliçó del mestre, llegida d'un text magistral per després ser raonada pels alumnes, va afavorir el desenvolupament del llibre i de les biblioteques.
La base dels estudis en les primeres universitats eren les arts liberals, dividides en tres branques o facultats: teologia, dret i medicina. Els estudiants desitjaven aconseguir una formació pràctica que els permetés guanyar-se la vida. Aquesta formació pràctica es va reflectir en el contingut de les seves biblioteques els llibres de les quals es consideraven simples instruments per a la transmissió de coneixements, per a l'ús quotidià i no com a objectes de veneració com havien estat als monestirs o catedrals. Es van fer necessaris els catàlegs, els glossaris i les compilacions. Les necessitats de llibres foren ateses pels estacionaris (llibreters que llogaven quaderns) i de la peça o pècia (obres) corregides i aprovades per les autoritats acadèmiques per ser copiats per alumnes, professors i professionals.
Normalment no hi havia una biblioteca general sinó biblioteques de facultats o col·legis. Comptava amb dues seccions, la de consulta, amb llibres encadenats, i una altra, de préstecs per a professors i alumnes. Es demanava una fiança i només es prestaven exemplars disponibles en diverses còpies. El càrrec de bibliotecari es confiava a un professor de poca categoria o a algun estudiant. La col·lecció es formava a través de donacions de particulars, professors o antics alumnes, a través de la compra amb els recursos que generava la venda dels duplicats i a través de còpies fetes per empleats de la universitat. La col·lecció es va dividir en dues parts: la Libraria Magna, constituïda per obres el préstec de les quals estava prohibit, i la Libraria Parva, amb llibres duplicats, de poc ús i destinats al préstec.
Quan les col·leccions començaren a créixer es dissenyaren sales especials per a acomodar-les tenint en compte la llum natural i la seguretat; començaren a acumular grans quantitats de llibres. Cap a finals del segle xiii, la Sorbona (París) tenia una de les millors biblioteques d'Europa degut a l'acumulació de grans quantitats de llibres, resultat d'obsequis i donacions. El 1920 contenia més de mil manuscrits de treballs teològics, filosòfics, llibres de ciència, lleis i medicina.

## Edat Contemporània
A l'any 2017 a unes biblioteques universitàries es va posar de moda celebrar sessions nocturnes de jocs per a atraure usuaris físicament a les estructures físiques.